# Blood Creek
Pour plus de détails, voir Fiche technique et Distribution.
Blood Creek (Town Creek) est un film américano-britannico-roumain réalisé par Joel Schumacher et sorti en 2009.

## Synopsis
En 1936, un historien nazi est envoyé dans une ferme de Virginie-Occidentale pour travailler sur une pierre runique enchâssée dans ses murs.
En 2007, Victor Alan, que tout le monde croyait disparu en Irak quatre ans plus tôt, réapparait et demande à son frère Evan de l'aider à se venger de ses tortionnaires. Ils ne tarderont pas à découvrir qu'une créature démoniaque hante la ferme dans laquelle il a été retenu si longtemps.

## Fiche technique
- Titre français et anglophone alternatif : Blood Creek
- Titre original : Town Creek
- Titre québécois : Marais Noir[1]
- Réalisation : Joel Schumacher
- Scénario : David Kajganich (de)
- Musique : David Buckley
- Photographie : Darko Suvak
- Montage : Mark Stevens
- Production : Paul Brooks (en), Tom Lassally, Robyn Meisinger
- Société de production : Gold Circle Films
- Sociétés de distribution : Gold Circle Films & Lionsgate
- Pays :  États-Unis,  Royaume-Uni,  Roumanie
- Langues originales : anglais, allemand
- Format : Noir et blanc - Couleur - SDDS - DTS - Dolby Digital - 35 mm - 2.35:1
- Genre : horreur, fantastique, action
- Durée : 90 minutes
- Dates de sortie[2] :
  - États-Unis : 18 septembre 2009 (sortie limitée en salles)
  - États-Unis : 19 janvier 2010 (direct-to-video)
  - France : 26 janvier 2012 (festival international du film fantastique de Gérardmer - séances extrême)
  - France : 1er mars 2012[3] (direct-to-video)
- Interdit aux moins de 12 ans

## Distribution
- Dominic Purcell (VF : Éric Aubrahn ; VQ : Tristan Harvey) : Viktor Marshall
- Henry Cavill (VF : Denis Laustriat ; VQ : Patrice Dubois) : Evan Marshall
- Michael Fassbender (VF : Axel Kiener) : Richard Wirth
- Emma Booth (VF : Margaux Laplace ; VQ : Eloisa Cervantes) : Liese Wollner
- Rainer Winkelvoss (VF : Thierry Hancisse ; VQ : Denis Gravereaux) : Otto Wollner
- Joy McBrinn (VF : Michelle Bardollet ; VQ : Chantal Baril) : Mme Wollner
- Shea Whigham (VF : Constantin Pappas ; VQ : Louis-Philippe Dandenault) : Luke Benny
- László Mátray : Karl Wollner
- Lynn Collins (VF : Virginie Ledieu) : Barb
- Gerard McSorley (VF : François Dunoyer) : M. Marshall
- Wentworth Miller : le soldat allemand Lönkiln (non crédité au générique de fin)

Sources : VF ; VQ

## Production
Le scénario est écrit par David Kajganich (en). Le réalisateur Joel Schumacher lui demande cependant de changer certains éléments. En raison de son refus, le réalisateur réécrit lui-même le script.
Le rôle d'Evan était initialement prévu pour Jesse Metcalfe, finalement remplacé par Henry Cavill. Par ailleurs, Chris Klein avait un temps été envisagé pour ce film. Shea Whigham joue pour la troisième fois dans un film de Joel Schumacher, après Tigerland (2000) et Bad Company (2002).
Le tournage a lieu entre mars et mai 2007. Il se déroule en Roumanie, notamment à Bucarest et dans les studios Mediapro Pictures.

## Accueil
Blood Creek reçoit des critiques mitigées. Sur l'agrégateur américain Rotten Tomatoes, il récolte 43% d'opinions favorables pour 7 critiques et une note moyenne de 4,4⁄10. Le site Bloody Disgusting donne quant à lui la note de 3⁄5 et on peut notamment y lire « une histoire agréable, légèrement originale et au rythme rapide, avec un méchant prêt pour la franchise et des décors vraiment divertissants ». Justin Julian du site DreadCentral le note 2⁄5 et, s'il apprécie l'antagoniste principal, écrit par ailleurs que le film aurait eu besoin de « deux ou trois réécritures... pour resserrer le scénario ».
Le film ne connait qu'une sortie limitée en salles. Selon le site Box Office Mojo, il n'aurait ainsi récolté que 211 398 $ dans le monde.

## Autour du film
- Le DVD est sorti le 19 janvier 2010 aux États-Unis[11], en France, il est sorti en DVD le 1er mars 2012.
- La musique du générique de fin est We are not your friends du groupe Veto.